# Nadántelek
Nadántelek (románul Nădar) falu Romániában, a Partiumban, Bihar megyében.

## Fekvése
Szalárdtól keletre, a Réz-hegység nyúlványaihoz tartozó Homoród-hegy alatt, Hagymádfalva északnyugati szomszédjában fekvő település.

## Története
A falu nevét 1400-ban említette először oklevél Nadantelek néven.
1421-ben Nadanthelek, 1692-ben Nadan-Telek, 1808-ban Nadántelek, Nadáriu, 1913-ban Nadántelek néven írták.
A falu a Csáky család birtokai közé tartozott.
1461-ben Ladanthelke Csáky Ferenc bihari ispán birtoka volt.
A 19. század elején a Balku és a Fényes családok  birtoka volt
1851-ben Fényes Elek írta a településről:
Nadánytelek, románul Nadár, Bihar vármegyében, egy dombon, 8 római katholikus, 18 református, 6 zsidó, 162 görög katholikus lakossal, s anyatenplommal. Birják: Fénysos, Imre, Lázár, id. Fényes Károly, Domokos Zsigmon, Jánky László, Miskolczy Imre, Középesy Gyula, Szodoray Farkasné, és Sándor, Nyéky Lajos, Balku József, Szabó József.
1910-ben 293 lakosából 25 magyar, 267 román volt. Ebből 6 fő római katolikus, 269 görögkatolikus, 6 református, 6 görögkeleti ortodox, 6 izraelita volt.
A trianoni békeszerződés előtt Bihar vármegye Szalárdi járásához tartozott.
A 2002-es népszámláláskor 212 lakójából 207 fő (97,7%) román nemzetiségű, 5 fő (2,3%) cigány etnikumú volt.

## Nevezetességek
- Görögkatolikus temploma 1784-ben épült.